# Thecostraca
Los tecostráceos (Thecostraca) son una clase de crustáceos que incluye los conocidos percebes y bellotas de mar, los ascotorácidos parásitos y los enigmáticos facetotectos. Se conocen unas 1.300 especies.
Se caracterizan por la presencia de órganos celosía, unos órganos quimiorreceptores de la cutícula exclusivos de los tecostráceos. Además, el estadio larvario final posee anténulas prensiles que usan para la localización y fijación al sustrato, para desarrollar el estado adulto, que es sésil.

## Clasificación
Martin & Davis reconocen tres subclases, siendo los cirrípedos los que incluyen la mayoría de las especies (unas 1.200):
- Subclase Ascothoracida - parásitos de antozoos y equinodermos.
- Subclase Cirripedia - percebes y bellotas de mar.
  - Superorden Acrothoracica
  - Superorden Rhizocephala
  - Superorden Thoracica
- Subclase Facetotecta -